# Latarnia morska Point of Ayre
Latarnia morska Point of Ayre – najstarsza istniejąca latarnia morska na Wyspie Man. Została zbudowana w roku 1818 przez szkockiego inżyniera Roberta Stevensona, dziadka Roberta Louisa Stevensona dla Northern Lighthouse Board. Położona jest na przylądku Point of Ayre około 12 kilometrów na północ od Ramsey. Od południa sąsiaduje z nią latarnia morska Douglas Head.
Obiekt znajduje się na liście Royal Commission on the Ancient and Historical Monuments of Scotland pod numerem NX40NE 1.
W 1890 roku zaistniała potrzeba budowy dodatkowej latarni Point of Ayre Low zwanej "Winkie". Jest to niewielka 10 metrowa ośmiokątna wieża z podwójną galerią projektu Davida A. Stevensona. Dolna część latarni pomalowana jest na biało, a górna na czerwono. Latarnia zakończyła pracę 7 kwietnia 2010 roku.
W 1993 roku latarnia została zautomatyzowana i jest sterowana z centrum w Edynburgu. Sąsiadujące budynki zostały sprzedane. Od 1993 roku znajdują się w rękach prywatnych.